# Mercedes-Benz EQS
Mercedes-Benz EQS är en elbil som den tyska biltillverkaren Mercedes-Benz introducerade i april 2021.
EQS blir första modellen som använder Mercedes-Benz nya plattform för elbilar. Räckvidden anges till 770 km.
Versioner:
| Modell                    | Årsmodell | Motor                | Effekt | Vridmoment | Batterikapacitet             |
| ------------------------- | --------- | -------------------- | ------ | ---------- | ---------------------------- |
| EQS350                    | 2022-     | 1 st asynkronmotor   | 292 hk | 565 Nm     | 91 kWh litiumjonackumulator  |
| EQS450+                   | 2022-     | 1 st asynkronmotor   | 333 hk | 568 Nm     | 108 kWh litiumjonackumulator |
| EQS580 4Matic             | 2022-     | 2 st asynkronmotorer | 523 hk | 855 Nm     | 108 kWh litiumjonackumulator |
| AMG EQS53 4Matic+         | 2022-     | 2 st asynkronmotorer | 658 hk | 950 Nm     | 108 kWh litiumjonackumulator |
| AMG EQS53 4Matic Dynamic+ | 2022-     | 2 st asynkronmotorer | 761 hk | 1020 Nm    | 108 kWh litiumjonackumulator |